# Білоус Михайло Іванович
Михайло Іванович Білоус (15 (24 листопада) 1838, тепер с. Новий Витків Львівської області — 8 вересня 1913, м. Коломия) — український видавець, редактор, журналіст, громадсько-політичний і культурно-освітній діяч. Молодший брат Теодора (Федора) Івановича Білоуса.

## Біографія
Був наймолодшою дитиною у сім'ї кравця і кушніра Івана та Катерини Білоусів. Зростав під впливом старшого брата Теодора — відомого педагога і літератора.
Коли 1851 р. він із успіхом закінчив двокласну сільську школу, Теодор забрав його до Львова продовжувати навчання у німецькій школі. У 1853 р. став вихованцем Ставропігійського братства, де опанував друкарську справу. 1859 р. завершив навчання, отримавши спеціальність друкаря (зецера). Деякий час працював у друкарні Ставропігійського інституту як складальник газети «Слово», у місцевій друкарні М. Поремби.
У 1862 році виїхав у подорож «яко вандруючий наборщик». Побував у Перемишлі, Ряшеві, Тарнові, Кракові; працював у друкарні Ержабка (Чехія), друкарні державного театру (Відень), великій друкарні Сейфарта (Прага). Повернувшись додому, перебирається до брата в Коломию і відкрив там 1864 року українську друкарню. З цього часу активною працював як видавець, заснував кілька періодичних видань. У 1885 році був обраним членом міської думи в Коломиї. Надмірна праця підірвала здоров'я Михайла Білоуса, і 8 вересня 1913 року він пішов з життя. Похований у родинному гробівці на цвинтарі Монастирок в Коломиї.

## Громадська діяльність
Михайло Білоус завжди був у вирі громадського життя. Як член-засновник усіх коломийських товариств, брав активну участь у їх діяльності. 1871 р. займався організацією виставки бджіл; 1880 р. взявся за влаштування «Русской народной виставки» у Коломиї. З І. Трембицьким заснував «Первое русское литературно-драматическое общество». Допомагав молоді, зокрема початківцям-літераторам, друкуючи їх твори, заохочував до творчої праці. Невтомно працював на ниві освіти, економіки, політики.
Михайло Білоус був «твердим русином», тобто москвофілом. Глибоко вболівав за долю рідного краю, переймався партійними та фракційними суперечками.

## Видавнича діяльність
Початок видавничої та редакторської діяльності М. Білоуса припадає на 1864 рік — час заснування власної друкарні, яку в Коломиї називали «Камениця Білоусів». Видавав популярні і дешеві книжечки (переважно релігійного змісту) для широких верств українського населення. Діяльність М. Білоуса привернула увагу І. Наумовича, І. Кобринського, М. Верещинського, Луки Данкевича, Д. Вінцковського, Н. Третяка, Ю. Никоровича, А. Шанковського, А. Петрушевича та інших відомих діячів, які спонукали його до видання з їх допомогою журналу «Голос народу», перший номер якого вийшов 7 листопада 1865 р. У 1867 р. він починає видання місяцеслова «Фуркало», поезій Ю. Федьковича. У 1868 р. «Голос народу» перестав виходити, але вже 1869 р. з'являється нове видання — сатирична газета «Кропило». Виходила за участю Й. Лівчака, А. Шанковського, Д. Вінцковського, О. Маркова, Т. Досинчука. Редактором видання був Петро Федусевич, видавцем — Юрій Мороз, а друкував М. Білоус (усього вийшло шість номерів).
У 1871 р. за дорученням і з допомогою І. Наумовича заснована газета «Русская Рада», яку М. Білоус видавав понад 40 років. Він був відповідальним редактором, а І. Наумович — головним співробітником. Час від часу друкувався додаток до «Русскої Ради». Газета вміщувала історичні, політичні, релігійні, господарські матеріали, постійною була рубрика «Що в світі чувати?», друкувалося чимало літературних творів — повістей, оповідань, байок, поетичних добірок. 1871 р. з його друкарні вийшла також «Наука. Письмо для читающих міщан и селян…», видавцем і відповідальним редактором якої був Теодор Дроздовський. 1872 р. видає, періодичне видання для народу «Читальня», для аматорських сільських театрів — «Сочиненія драматические».
Михайло Білоус — учасник першого з'їзду галицьких українських редакторів (1875). Повернувшись із з'їзду, видавав «Народну школу» — «газету для учителей і пріятелей школы», щорічно — календар, У 1878 р. починає видавати з І. Трембицьким літературно-наукову газету «Весна», а згодом — «Пріятель дітей».
За даними Б. Романенчука, упродовж 22 років (1864—1886) з друкарні М. Білоуса вийшло у світ 120 брошур, книжечок і пресових видань. Усі вони друкувалися т. зв. язичієм — мовою галицьких москвофілів. Власні видання підписував: «Черенками і накладом Михайла Білоуса і спілки» (до спілки належав його брат Теодор), інші видання позначував: «З печатни М. Білоуса», а згодом — «Иждивением М. Білоуса». Як жертводавець на народні цілі в 1906 р. подарував бібліотеці НТШ у Львові 125 томів книг.

## Літературна діяльність
Михайло Білоус писав різноманітні твори.
Ось назви деяких.
- 1875 р. — «Відповідь на видану за кордоном брошуру про переслідування греко-католиків в Холмі».
- 1891 р. — «7 днів в Чехії. Записки з подорожі на ювілейну виставку в Празі 1891 р.»
- 1899 р. — «Про видання ілюстрованої поеми „Гайдамаки“ славного українського поета Тараса Григоровича Шевченка»
- 1902 р. — «Йосафат Кобринський»
- 1910 р. — «Запропащена доля. Повість, заснована на правді»

Публікації Михайла Білоуса у газеті «Русская Рада».
- 1894 р. — «Покойный дід Опанас»
- 1894–1895 р. — «Покойный мой отец Йван…»
- 1899 р. — «Мои записки з давних лет», «Важне для міщан и селян и для тих що мають троха грошей», «Потреба людей»
- 1900 р. — «О закупне землі», «Торговля», «Промысл», «Чи являются людям духи?»
- 1901 р. — «Громадска господарка»
- 1904–1905 р. — «Торговля и промысл» та ін.